# بضه
بضه (به عربی: بضة) یک منطقهٔ مسکونی در یمن است که در استان حضرموت واقع شده‌است.